# ポパイの英語遊び
『ポパイの英語遊び』（ポパイのえいごあそび）は、1983年11月22日に任天堂から発売された、ファミリーコンピュータ（ファミコン）用ゲームソフトである。日本国内でのみ発売された。

## 概要
任天堂が当時試みていたゲームによる教育ソフトの1本。漫画『ポパイ』が原作で、同作のゲーム化であるファミリーコンピュータ版『ポパイ』（1983年）のグラフィックを流用しており、似たアクションをこなしながら英単語を学ぶ形式になっている。
パッケージの中に、ゲーム内で登場する英単語が全て紹介された単語一覧が同梱されていた。

## ゲーム内容
3種類のモードのうち1人用モードの「WORD PUZZLE A」は表示された日本語を表す英単語を入力する（使われている文字を指す。綴り順は問わない）もの。ゲームの基本ともいえる。
「WORD PUZZLE B」は、1人用で基本的には「〜A」とルールは同じだが、ヒントとなる日本語が掲示されない。与えられた文字数だけで英単語を予想していかなければならない。
なお、AとBのパズルは「ANIMAL（生物）」「COUNTRY（国名）」「FOOD（食べ物）」「SPORTS（スポーツ）」「SCIENCE（科学）」そして「OTHER（その他）」の6つのジャンルから選ぶことができる。中でもSCIENCEは元素名やPC用語、IC用語など、一般的でない英単語が多数登場する。
設問はA、Bとも全部で10問あり、1つお手つきする（使われていない文字を指してしまう）毎に得点は100点マイナスとなる。10回お手つきする、または「?」を選ぶとブルートによってスウィーピー（赤ん坊）を落とされ、得点は得られない。満点は10000点であり、合計得点が8000点以上でないと、エンディングでブルートによってハートを崩されてしまう。また、合計得点が4000点未満だと、ブルートにオリーブを奪われてしまう。
「WORD CATCHER」は2人用でIコントローラはポパイ、IIコントローラはブルートをそれぞれコントロール。次々と降ってくるアルファベットを集めて早く英単語を完成させた方が勝利となる対戦型ゲームである。落下するアルファベットはふわふわとして挙動が読みづらく、しかも誤った文字を取ると始めから集め直すことになるために、文字集めに駆け引きや戦略が要求される。英単語は3 - 4文字（例：ムスコ=SON、オオカミ=WOLF、ケイカク=PLAN）